# Funan

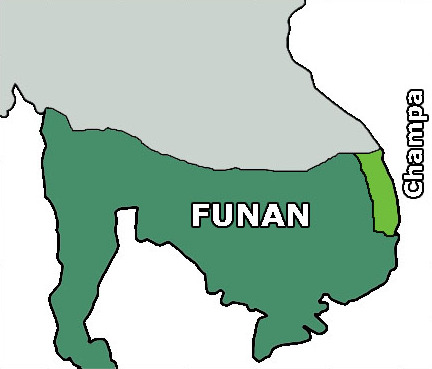
Zasięg Funanu

Funan – jedno z najstarszych państw Azji Południowo-Wschodniej. Najwcześniejsza wzmianka o nim pochodzi z II wieku n.e., a szczytowy okres rozwoju przypadał na III wiek n.e. Terytorium królestwa objęło swoimi wpływami obecną Kambodżę, Tajlandię i Półwysep Malajski – po przesmyk Kra. Stolica znajdowała się Widhapurze (w pobliżu dzisiejszej miejscowości ’Ângkôr Borei). Główną przyczyną upadku królestwa było powstanie państwa Czenla (około 550), jednego z lennych księstw uznających feudalną zwierzchność Funanu. Koniec Funanu przypada na rok 627. Większość informacji o Funan pochodzi z kronik chińskich oraz ze stanowiska archeologicznego w Óc Eo.

## Legenda o powstaniu Funanu
Wygnany indyjski bramin Kaundija przybył do tego kraju drogą morską z Indii bądź z Półwyspu Malajskiego. Pewnego razu miał sen, w którym jego duch opiekuńczy wręczył mu boski łuk i kazał ruszyć w daleką podróż morską. Kiedy się obudził i udał do świątyni, znalazł tam łuk ze snu u stóp drzewa poświęconego duchowi. Wypłynął w morze i kierowany przez swego ducha, dostał się do Funanu, gdzie królowała piękna Liu Ye. Jej poddani próbowali pokonać przybysza i zawładnąć statkiem, którym przypłynął. Kaundinja wymierzył jednak z boskiego łuku i strzała przeszyła łódź królowej. Liu Ye przestraszona poddała się nieznajomemu, który przyjął ją za żonę, panował w jej kraju i przekazał władzę swym następcom.

## Ustrój, gospodarka i kultura
Ustrój Funanu nosił cechy feudalne. Król był wyłącznie zwierzchnikiem podbitych krajów, w których utrzymywała się przy władzy miejscowa dynastia. Siedzibą króla był pałac, wzniesiony na kamiennym fundamencie. Król (miał 3 imiona) opuszczał go jedynie dosiadając słonia i w otoczeniu świty. Władcy tego państwa znani byli jako królowie góry - stąd chińska nazwa Funan). 
Miasta w Funanie położone były zawsze nad brzegami rzek, jezior i kanałów. Otoczone były obwałowaniem ziemnym i fosą, w której pływały krokodyle. W obrębie miast znajdowały się domy wzniesione na palach, pokryte liśćmi bambusa i połączona kanałami. Rolnictwo w królestwie było rozwinięte. Oprócz niego ludność zajmowała się tkactwem, wyrobem naczyń i ozdób ze srebra, ciesielstwem i rzeźbą w drewnie. Wysoko rozwinięta była sztuka rzeźbiarska. Państwo prowadziło ożywione stosunki handlowe i kulturalne z całym wybrzeżem Zatoki Tajlandzkiej, z Półwyspem Malajskim, Indonezją, Indiami, Persją oraz rejonem śródziemnomorskim. Kontrolowało handel między Indiami a Chinami.
Ludność Funanu chodziła boso i ubierała się w sampot. Mężczyźni i kobiety przekłuwali uszy i nosili kolczyki. Stosowali cztery formy pogrzebów: przez spalenie, wrzucanie do rzeki, pozostawienie drapieżnym ptakom oraz przez grzebanie. Oznaką żałoby było golenie włosów lub brody.